# Videsvärmarstekel
Videsvärmarstekel (Callajoppa cirrogaster) är en stekelart som först beskrevs av Franz Paula von Schrank 1781.  Callajoppa cirrogaster ingår i släktet Callajoppa och familjen brokparasitsteklar.

## Underarter
Arten delas in i följande underarter:
- C. c. bilineata
- C. c. casacstanica